# Janet Museveni

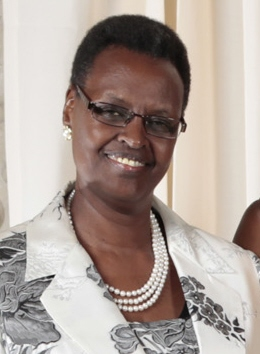
Janet Museveni (2009)

Janet Kataaha Museveni (Geburtsname: Janet Kataaha Kainembabazi; * 24. Juni 1948) ist eine ugandische Politikerin des National Resistance Movement (NRM), die seit 1986 als Ehefrau von Staatspräsident Yoweri Museveni die First Lady Ugandas sowie seit 2016 Ministerin für Erziehung und Sport ist.

## Leben
Janet Museveni war als Sozialarbeiterin tätig und ist als Ehefrau von Staatspräsident Yoweri Museveni seit dem 26. Januar 1986 die First Lady Ugandas. Daneben engagiert sie sich seit 1986 als Gründerin und Schirmherrin von UWESO, einer nationalen Organisation zur Unterstützung von Waisenkindern, sowie seit 1992 als Gründerin und Schirmherrin des Ugandischen Jugendforums. 1993 erwarb sie am Montessori Education Centre in Dublin ein Diplom im Fach Kognitive und Physiologische Entwicklung von Kindern und fungiert seit 1996 als Gründerin und Schirmherrin der Nationalen Strategie zur Förderung von Landfrauen in Uganda. 1997 erwarb sie an der Makerere-Universität einen Bachelor of Arts im Fach Pädagogik (B.A. Education).
2006 wurde Janet Museveni Mitglied des Parlaments von Uganda, dem sie bis 2016 angehörte. 2007 war sie Vorsitzende des Forums Afrikanischer First Ladies zur Vorbeugung von Gebärmutterhals- und Brustkrebs. In den Kabinetten der Premierminister Apolo Nsibambi, Amama Mbabazi und Ruhakana Rugunda fungierte sie zwischen 2009 und 2016 als Ministerin für die Angelegenheiten für die Subregion Karamoja im trockenen Nordosten Ugandas (Minister for Karamoja Affairs), in der das halbnomadische Hirtenvolk der Karamojong lebt. 2015 erwarb sie an der Uganda Christian University in Mukono einen Master of Arts im Fach Organisatorische Führung und Management (M.A. Organisational Leadership and Management). Im Zuge einer Kabinettsumbildung übernahm sie am 6. Juni 2016 im Kabinett Rugunda das Amt als Ministerin für Erziehung und Sport (Minister of Education and Sports).
Aus ihrer Ehe mit Yoweri Moseveni gingen vier Kinder hervor, darunter der älteste Sohn Muhoozi Kainerugaba, der als Generalmajor Kommandeur der Spezialeinsatzgruppe (Special Operations Command) der Streitkräfte Ugandas UPDF (Uganda People’s Defense Force) ist.

## Weblink
- Biografie auf der Homepage des Parlaments von Uganda

| Personendaten    | Personendaten                                                                          |
| ---------------- | -------------------------------------------------------------------------------------- |
| NAME             | Museveni, Janet                                                                        |
| ALTERNATIVNAMEN  | Museveni, Janet Kataaha (vollständiger Name); Janet Kataaha Kainembabazi (Geburtsname) |
| KURZBESCHREIBUNG | ugandische Politikerin und First Lady                                                  |
| GEBURTSDATUM     | 24. Juni 1948                                                                          |